# Neoarisemus pristinus
Neoarisemus pristinus är en tvåvingeart som beskrevs av Duckhouse 1987. Neoarisemus pristinus ingår i släktet Neoarisemus och familjen fjärilsmyggor. Inga underarter finns listade i Catalogue of Life.